# Johann Ulrich Steigleder
Johann Ulrich Steigleder né à Schwäbisch Hall (Saint-Empire) le 22 mars 1593 et mort à Stuttgart le 10 octobre 1635, est un compositeur et organiste du premier baroque allemand. Il est le membre le plus célèbre de la famille Steigleder, qui comprenait également son père, Adam Steigleder (1561–1633) et son grand-père, Utz Steigleder († 1581).
Johann Ulrich Steigleder est le premier organiste du baroque d’Allemagne du sud, comparable aux maîtres du nord, Samuel Scheidt ou Scheindemann, dont la descendance a pris noms de Buxtehude et Bach. En revanche au Sud, la filiation n'a pas donné de grands maîtres.

## Biographie

### Famille
Johann Ulrich Steigleder est issu d'une vieille famille d'organistes. Son grand père, Utz, était en poste dès 1534 à Wurtemberg successivement au service des ducs Ulrich, Christophe et Ludwig de Württemberg. Une seule œuvre de lui a survécu, Veni Sancte Spiritus à six voix. 
Son père, Adam Steigleder, élève du Liégeois Simon Lohet, entre 1575 et 1578, avait reçu par le duc Ludwig, une bourse pour étudier à Rome de 1580 à 1583, mais on ne connaît pas ses professeurs. Après son séjour en Italie, il s'installe à Schwäbisch Hall où il tient la tribune de l'église St. Michel. En 1592, Adam épouse Agnes à Stuttgart. Dès 1595, il est organiste à la cathédrale d'Ulm. Il prend sa retraite en 1625 à Stuttgart. Il ne subsiste d'Adam que trois œuvres d'inspiration italienne, dont une, attribuée à Giovanni Gabrieli par une autre source.

### Vie
Johann Ulrich reçoit sa formation de musique – clavier et composition – d'un seul maître, son père, ainsi que nous l'apprend la préface de son Tabulatura Ricercar : « en plus de l'étude de l'orgue, je fus également poussé par mon père à la composition pour orgue ». 
En 1613, à tout juste 20 ans, il est organiste de la Stephanskirche à Lindau (Bavière), sur le lac de Constance. Un procès-verbal du Conseil de Lindau, nous apprend qu'il avait une jambe de bois, ce qui ne l’empêche pas d'exercer son activité. En 1617, il quitte Lindau pour Stuttgart, où il devient organiste de l'église de l'abbaye. Le 21 janvier 1621, il épouse Chaterina, fille d'un greffier de Bebenhausen, près de Tübingen. Le couple aura deux filles, mais pas de fils. En 1627 Steigleder est nommé organiste de la cour ducal de Wurtemberg dans la même ville, reprenant la suite de son père (en retraite) et de son grand-père. 
À Stuttgart, il a peut-être été, entre autres, le maître du jeune Johann Jakob Froberger, né à Stuttgart en 1616. Après la bataille de bataille de Nördlingen en septembre 1634, Stuttgart devient possession autrichienne et l'orchestre est dissout et la collégiale transmise aux Jésuites.
Il est, à Stuttgart, parmi les 4 000 âmes qui meurent d'une épidémie de peste en 1635, dans la misère engendrée par la guerre de Trente Ans, âgé seulement de quarante-deux ans.

## Œuvres
Les œuvres les plus importantes de Steigleder sont deux recueils publiés de pièces d'orgue, qui le montre moins fonctionnaire, que compositeur d'importance. 
- Ricercar tabulatura organis et organaedis unice inserviens et maxime conducens adornata. (1624)
- Tabulatur Buch, Darinnen dass Vatter unser auff 2, 3, und 4 Stimmen componirt, und viertzig mal varirt würdt auch bey ieder Variation ein sonderlicher bericht zufinden. Auff Orgeln und allen andern Musicalischen Instrumenten ordenlich zu appliciren. (1627)

Le premier, Ricercar Tabulatura est publié à Stuttgart en 1624, présente un certain nombre d'innovations importantes. C'est la première collection de musique allemande à être publiées avec des plaques de cuivre gravés : selon la page de titre, le compositeur en a effectué la gravure lui-même,. Malgré son titre, tablature, il s'agit – avec les Tabulatura nova de Samuel Scheidt paru la même année – de l'une des premières collections allemandes imprimées à adopter la notation de cinq lignes avec des notes, au lieu de la notation en lettres, pratiquée encore jusqu'à la fin du siècle au Nord. Enfin, Steigleder était parmi les premiers à faire la transition entre les indications modales, telles que primi Toni, secundi toni... par les tonalités modernes : les six premiers ricercare sont désignés de leur lettre, en E, en D, etc. Le Tabulatura Ricercar se compose de 12 ricercare qui explorent un large éventail de techniques et de modèles, des œuvres monothématiques simples (nos 2, 6, 7, 9, 10), des morceaux avec des sujets doubles (nos 1, 3, 4, 11), à plusieurs sections, etc. Certaines pièces sont influencés par l'écriture du virginal anglais (beaucoup de musiciens britanniques travaillaient à la cour de Stuttgart) et inspirés par Sweelinck dans leur structure, avec l'utilisation de diminution et d'augmentation (par exemple le no 9), en procédés d'échos (no 11). Le ricercare no 3 en fa, contient sur 63 mesures, un long intermède construit sur l'imitation de l'appel du coucou (quelque 120 répétitions), à l'instar des capriccio supra il Cucu de Frescobaldi et Kerll. Les pièces sont de longueur très variable, comprenant de 70 à près de 230 mesures pour les nos 1, 2, 3 et 11. Le seul exemplaire conservé se trouve à la Bibliothèque de Stuttgart (Württembergische Landesbibliothek).
Le second recueil, Tabulaturbuch est publié à Strasbourg en 1627. Il est composé de 40 variations sur le choral de Luther, « Vater unser im Himmelreich » [Notre Père céleste]. Cette collection est destinée à l'orgue d'église et Steigleder précise que l'interprète peut choisir le nombre de variations à jouer, lesquels et dans quel ordre. Certaines variations nécessitent un instrument d'appui, ou un chanteur, pour renforcer la mélodie du choral. Steigleder utilise une vaste gamme de techniques simples en contrepoint à deux voix (no 12), fantaisies et toccatas multi-sections étendues, différents canons, imitation du Lesson : Two Parts in One de Tallis (no 24), ostinato (no 29), hoquet et d'autres procédés. Les nos 15 et  17, sont de « dignes précurseurs » de l'Orgelbüchlein de Bach. L'influence anglaise des luthistes John et David Morell et Andrew Borell actifs à la cour, s'y sent comme dans le recueil de 1624, notamment dans la conclusion de la tripartite toccata.
On possède aussi deux compositions vocales et une quinzaine d'œuvres liturgiques anonymes pour orgue attribuées par Franz Hirtler,.
En partie en raison de sa mort prématurée, Steigleder n'a pas eu beaucoup d'influence sur le développement de la musique pour clavier en Europe. Des connexions thématiques de son travail ont cependant été trouvés dans la musique de Froberger.

## Discographie
- Livre d'orgue : 40 variations sur le choral "Vater unser" pour l'orgue, la voix et les instruments - Le Parlement de Musique, Dir. Martin Gester, orgue Guillaume Lesselier (1631) de l'Église Saint-Michel de Bolbec (2000, 2CD Radio France) (OCLC 421739682)
- Œuvres pour orgue : Tabulatur Buch darinnen daß Vatter unser auff 2. 3 und 4 Stimmen componirt und viertzig mal varirt würd (1626/27). Ricercar Tabulatura (1624) - Léon Berben, orgue Arp Schnitger de St. Jacobi de Cuxhaven (2003, 2CD, Aeolus) (OCLC 315489014)
- Ricercar Tabulatura 1624 - Olimpio Medori, orgue Domenico di Lorenzo (1509–21) de St. Annunziata à Florence (mars 2004, coll. "Musik in Württemberg" Cornetto) (OCLC 191750024)

### Éditions
- (en) Willi Apel (éd.), Compositions for keyboard 1. Tabulatur Buch Dass Vatter Unser 1627, Rome, American Inst. of Musicology, coll. « Corpus of early keyboard music » (no 13,1), 1968 (OCLC 632098000)
- (en) Willi Apel (éd.), Compositions for keyboard. 2. Ricercar tabulatura 1624, Rome, American Inst. of Musicology, coll. « Corpus of early keyboard music » (no 13,2), 1969 (OCLC 631761624)

### Études
- (en) Willi Apel (trad. Hans Tischler), The History of Keyboard Music to 1700, Bloomington, Indiana University Press, 1972 rééd. 1997, 878 p. (ISBN 025313790X, OCLC 412121, BNF 42816816, lire en ligne)
- (de) Ernst Emsheimer, Johann Ulrich Steigleder : sein Leben und seine Werke ; ein Beitrag zur Geschichte der süddeutschen Orgelkomposition (Thèse Université de Fribourg), Cassel, Bärenreiter, 1928, 99 p. (OCLC 248514399)Johann Ulrich Steigleder : Sa vie et ses œuvres. Contribution à l'histoire des compositions pour l'orgue de l'Allemagne du Sud.
- (en) Henry John Keating, The organ settings on Vater unser im Himmelreich from 1601 to J.S. Bach : a contribution to the instrumental development of a chorale melody (thèse), Los Angeles, University of Southern California, 1973, 198 p. (OCLC 4650093)

### Articles
- (de) Franz Hirtler, « Neuaufgefundene Orgelstücke von J.U. Steigleder und J. Benn », Archiv fuer Musikforschung, Breitkopf & Härtel, Leipzig, vol. 2,‎ 1937, p. 92–100 (lire en ligne)
- (en) G.B. Sharp et Dorothea Schröder, The New Grove Dictionary of Music and Musicians : Steigleder, Londres, Macmillan, (édité par stanley sadie) seconde édition, 29 vols. 2001, 25000 p. (ISBN 9780195170672, lire en ligne)
- René Kopff, Les compositeurs de musique instrumentale en Alsace au XVIIe siècle dans La musique en Alsace hier et aujourd’hui, Strasbourg, Istra, coll. « Société savante d'Alsace et des régions de l'Est » (no 10), 1970, 459 p. (OCLC 484523, BNF 35159274), p. 83–94.
- (de) Gerhard Schuhmacher, « Aspekte der Choralbearbeitung in der Geschichte des Liedes Vater unser im Himmelreich », Sagittarius, vol. iv,‎ 1973, p. 111–136

## Source
- (en) Cet article est partiellement ou en totalité issu de l’article de Wikipédia en anglais intitulé « Johann Ulrich Steigleder » (voir la liste des auteurs).